# Kawsko
Kawsko (ukr. Кавсько, Kawśko) – wieś na Ukrainie, w obwodzie lwowskim, w rejonie stryjskim. W 2001 roku liczyła 1453 mieszkańców.

## Historia
Za II Rzeczypospolitej do 1934 samodzielna gmina jednostkowa. Następnie należała do zbiorowej wiejskiej gminy Uhersko w powiecie stryjskim w woj. stanisławowskiem. Po II wojnie światowej wieś weszła w struktury administracyjne Związku Radzieckiego.